# Cristaria dissecta
Cristaria dissecta är en malvaväxtart som beskrevs av William Jackson Hooker och Arn.. Cristaria dissecta ingår i släktet Cristaria och familjen malvaväxter.

## Underarter
Arten delas in i följande underarter:
- C. d. glandulosa
- C. d. inconspicua